# Cherré (Maine-et-Loire)
Pour les articles homonymes, voir Cherré.
Cherré est une ancienne commune française située dans le département de Maine-et-Loire, en région Pays de la Loire.
Depuis le 15 décembre 2016, la commune appartient à la commune nouvelle des Hauts-d'Anjou et devient commune déléguée.

## Géographie
Commune angevine de la partie orientale du Segréen, Cherré se situe au sud-ouest de Contigné, sur la route D 859, Châteauneuf sur Sarthe.

## Urbanisme
En 2009 on trouvait 211 logements sur la commune de Cherré, dont 89 % étaient des résidences principales, pour une moyenne sur le département de 91 %, et dont 76 % des ménages en étaient propriétaires.

## Toponymie et héraldique

### Héraldique
| Blason de Cherré | De gueules, à l'archer d'argent ; au chef d'or chargé de deux boucs affrontés de sable. |

## Histoire
Pendant la Première Guerre mondiale, 16 habitants perdent la vie. Lors de la Seconde Guerre mondiale, quatre habitants sont tués.
Un rapprochement intervient en 2016. Le 15 décembre, les communes de Brissarthe, Champigné, Contigné, Cherré, Marigné, Querré et Sœurdres, s'associent pour former la commune nouvelle des Hauts d'Anjou. Cherré en devient une commune déléguée. Un nouveau regroupement intervient en 2019 avec l'intégration de la commune de Châteauneuf-sur-Sarthe, qui devient alors le siège de la nouvelle commune.

## Botanique

### Fruit
La variété de la poire Duchesse d'Angoulême a été découverte sur la commune. Un poirier avait poussé naturellement à la ferme des Éparonnais. Cette ferme appartenait alors au comte d'Armaillé.
Jules de Liron d'Airoles, éminent pomologue nantais, a relaté que l'arbre désespérément stérile, âgé alors d'une vingtaine d'années, avait failli disparaître mais que celui qui était chargé de l'abattre s'était (par bonheur) ravisé. La hache l'avait déjà entamé mais cette opération avait poussé l'arbre à produire. On a estimé qu'il serait bien de soumettre ses fruits à une personne apte à les juger et à commercialiser l'arbre le cas échéant. De fait, Anne-Pierre Audusson, un des pépiniéristes-artisans du comice horticole de Maine-et-Loire (de son jardin sera issue plus tard la poire 'Doyenné du Comice') a jugé ce poirier vraiment digne d'intérêt et s'est chargé de le promouvoir et de le diffuser.

## Politique et administration

### Administration municipale

#### Administration actuelle
Depuis le 15 décembre 2016, Cherré constitue une commune déléguée au sein de la commune nouvelle des Hauts-d'Anjou et dispose d'un maire délégué.
| Période                                  | Période  | Identité         | Étiquette | Qualité     |
| ---------------------------------------- | -------- | ---------------- | --------- | ----------- |
| décembre 2016                            | mai 2020 | André Chesneau   |           | Agriculteur |
| mai 2020                                 |          | Christelle Buron |           |             |
| Les données manquantes sont à compléter. |          |                  |           |             |

#### Administration ancienne
| Période                                  | Période       | Identité             | Étiquette | Qualité     |
| ---------------------------------------- | ------------- | -------------------- | --------- | ----------- |
| Les données manquantes sont à compléter. |               |                      |           |             |
|                                          | 1983          | Eugène Chesneau      |           |             |
| 1983                                     | 2001          | Georges Planchenault |           | Retraité    |
| 2001                                     | décembre 2016 | André Chesneau       |           | Agriculteur |

### Intercommunalité
La commune était membre de la communauté de communes du Haut-Anjou, elle-même membre du syndicat mixte Pays de l'Anjou bleu, Pays segréen. Le 15 décembre 2016, la commune nouvelle de Les Hauts-d'Anjou entraine sa substitution dans les établissements de coopération intercommunale.

### Jumelages
Commune jumelée avec Blindhein (Allemagne).

## Population et société

### Démographie

#### Évolution démographique
L'évolution du nombre d'habitants est connue à travers les recensements de la population effectués dans la commune depuis 1793. À partir du 1er janvier 2009, les populations légales des communes sont publiées annuellement dans le cadre d'un recensement qui repose désormais sur une collecte d'information annuelle, concernant successivement tous les territoires communaux au cours d'une période de cinq ans. 
Pour les communes de moins de 10 000 habitants, une enquête de recensement portant sur toute la population est réalisée tous les cinq ans, les populations légales des années intermédiaires étant quant à elles estimées par interpolation ou extrapolation. Pour la commune, le premier recensement exhaustif entrant dans le cadre du nouveau dispositif a été réalisé en 2006,.
En 2014, la commune comptait 544 habitants, en évolution de +3,62 % par rapport à 2009 (Maine-et-Loire : +3,3 %, France hors Mayotte : +2,49 %).
| 1793 | 1800 | 1806 | 1821 | 1831 | 1836 | 1841 | 1846 | 1851 |
| ---- | ---- | ---- | ---- | ---- | ---- | ---- | ---- | ---- |
| 836  | 578  | 798  | 877  | 818  | 810  | 774  | 813  | 831  |

| 1856 | 1861 | 1866 | 1872 | 1876 | 1881 | 1886 | 1891 | 1896 |
| ---- | ---- | ---- | ---- | ---- | ---- | ---- | ---- | ---- |
| 838  | 794  | 790  | 750  | 723  | 675  | 650  | 642  | 645  |

| 1901 | 1906 | 1911 | 1921 | 1926 | 1931 | 1936 | 1946 | 1954 |
| ---- | ---- | ---- | ---- | ---- | ---- | ---- | ---- | ---- |
| 631  | 619  | 595  | 503  | 495  | 492  | 462  | 438  | 435  |

| 1962 | 1968 | 1975 | 1982 | 1990 | 1999 | 2006 | 2011 | 2014 |
| ---- | ---- | ---- | ---- | ---- | ---- | ---- | ---- | ---- |
| 449  | 452  | 407  | 393  | 378  | 397  | 454  | 539  | 544  |

#### Pyramide des âges
La population de la commune est relativement jeune. Le taux de personnes d'un âge supérieur à 60 ans (10,6 %) est en effet inférieur au taux national (21,8 %) et au taux départemental (21,4 %).
Contrairement aux répartitions nationale et départementale, la population masculine de la commune est supérieure à la population féminine (53,5 % contre 48,7 % au niveau national et 48,9 % au niveau départemental).
La répartition de la population de la commune par tranches d'âge est, en 2008, la suivante :
- 53,5 % d’hommes (0 à 14 ans = 27,6 %, 15 à 29 ans = 18,5 %, 30 à 44 ans = 28,4 %, 45 à 59 ans = 16,5 %, plus de 60 ans = 9,1 %) ;
- 46,5 % de femmes (0 à 14 ans = 27,5 %, 15 à 29 ans = 20,9 %, 30 à 44 ans = 27 %, 45 à 59 ans = 12,3 %, plus de 60 ans = 12,4 %).

| Hommes | Classe d’âge | Femmes |
| ------ | ------------ | ------ |
| 0,0    | 90 ans ou +  | 0,5    |
| 2,9    | 75 à 89 ans  | 3,8    |
| 6,2    | 60 à 74 ans  | 8,1    |
| 16,5   | 45 à 59 ans  | 12,3   |
| 28,4   | 30 à 44 ans  | 27,0   |
| 18,5   | 15 à 29 ans  | 20,9   |
| 27,6   | 0 à 14 ans   | 27,5   |

| Hommes | Classe d’âge | Femmes |
| ------ | ------------ | ------ |
| 0,4    | 90 ans ou +  | 1,1    |
| 6,3    | 75 à 89 ans  | 9,5    |
| 12,1   | 60 à 74 ans  | 13,1   |
| 20,0   | 45 à 59 ans  | 19,4   |
| 20,3   | 30 à 44 ans  | 19,3   |
| 20,2   | 15 à 29 ans  | 18,9   |
| 20,7   | 0 à 14 ans   | 18,7   |

## Économie

### Revenus de la population et fiscalité
Le revenu fiscal médian par ménage était en 2010 de 15 995 €, pour une moyenne sur le département de 17 632 €.
En 2009, 48 % des foyers fiscaux étaient imposables, pour 51 % sur le département.

### Tissu économique
Sur 32 établissements présents sur la commune à fin 2010, 56 % relevaient du secteur de l'agriculture (pour une moyenne de 17 % sur le département), aucun du secteur de l'industrie, aucun du secteur de la construction, 34 % de celui du commerce et des services et 9 % du secteur de l'administration et de la santé.

## Culture locale et Patrimoine

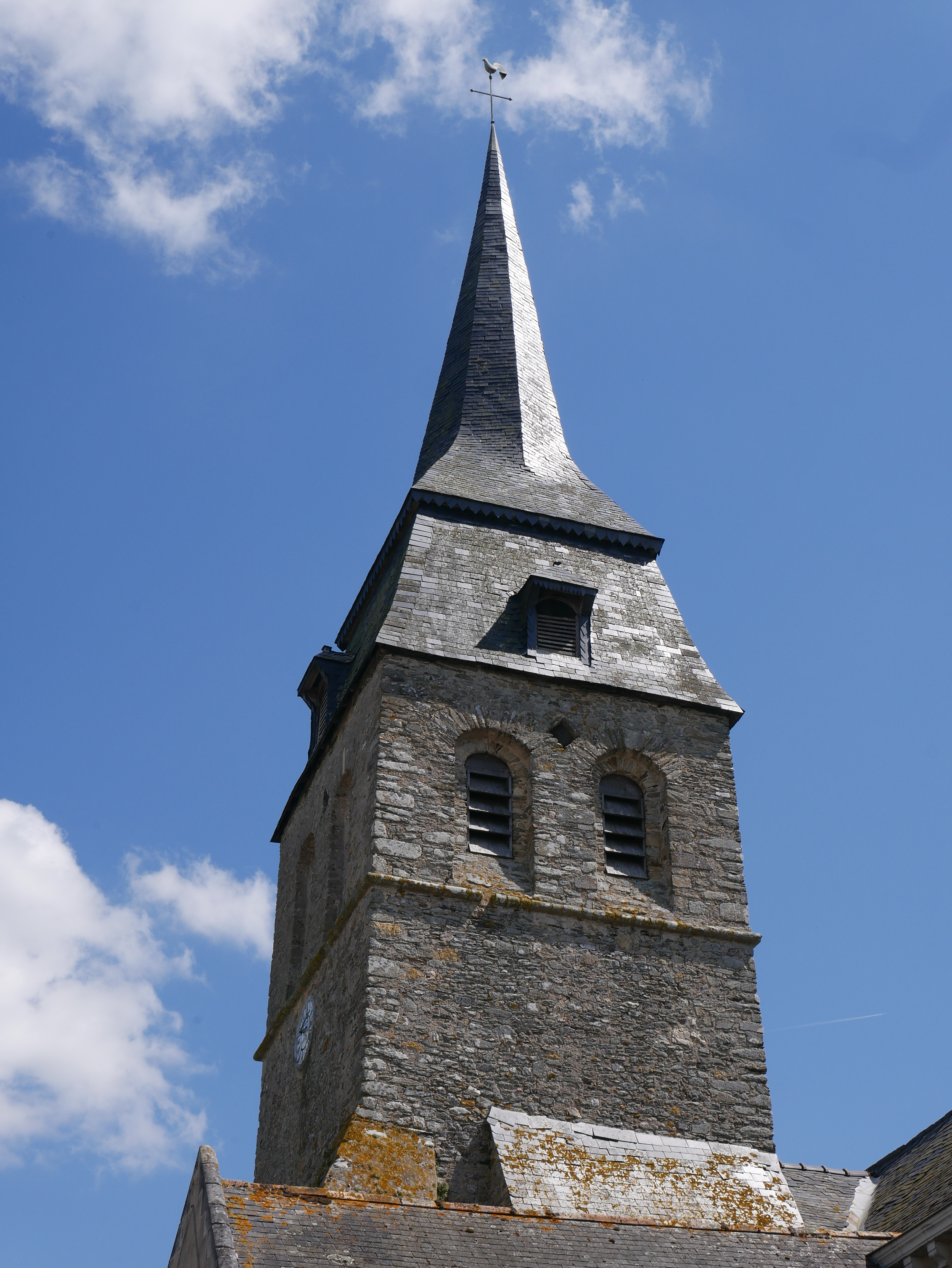
Le clocher de l'église Saint-Pierre.

## Culture locale et Patrimoine[18]

### Lieux et monuments
- L'église Saint-Pierre dont l'origine remonte entre 1070 et 1100[19]. Elle est augmentée d'un transept en 1734 et incendiée en 1794. Elle sera restaurée au XIXe siècle[20]. Plusieurs de ses objets sont classés aux Monuments historiques comme le tableau de la Visitation[21].
- Le château de Marthou[19].

### Personnalités liées à la commune
- Jacques Belot, lieutenant-colonel d’infanterie, né en 1669 à Cherré, décédé en 1753.
- Louis d’Houlières, seigneur de Marthou, officier royal du régiment d’infanterie, né en 1750, décédé en 1802.
- Charles Prieur, maire de la commune de 1929 à 1938, qui créa le service d'eau en 1929 à Cherré, né en 1876 et décédé en 1938.